# Penny Sackett
Pour les articles homonymes, voir Sackett.
Penny Diane Sackett, née le 28 février 1956 à Lincoln, est une astronome australienne d'origine américaine, professeure et ancienne directrice de l'École de recherche en astronomie et astrophysique (RSAA) de l'Université nationale australienne (ANU),. Penny Sackett officie comme experte scientifique en chef de l'Australie de novembre 2008 à mars 2011.

## Biographie
Originaire du Nebraska, Penny Sackett passe son enfance à Omaha. Elle s'intéresse aux sciences dès son plus jeune âge, avec une attirance particulière pour la biologie et la médecine,. Ce n'est qu'au lycée, que la jeune femme développe un intérêt croissant pour la physique.
Penny Sackett suit des études de premier cycle à l'Université du Nebraska à Omaha, où elle est diplômée en 1978. En 1984, elle obtient son doctorat en physique théorique à l'Université de Pittsburgh. Sa thèse porte sur les Scale Parameters for Finite Temperature Actions of Lattice Gauge Theories Coupled to Fermions (Paramètres d'échelle pour les actions à température finie des théories des jauges de treillis couplées aux fermions).

## Carrière scientifique
Penny Sackett travaille un certain temps en tant que journaliste pour le magazine Science News, ainsi que pour l'administration des programmes pour la National Science Foundation. Elle occupe également des postes à l'Institut d'astronomie de Kapteyn et à l'Institute for Advanced Study,. 
À partir de 2002, Penny Sackett devient la directrice de l'École de recherche en astronomie et astrophysique, département de l'Université nationale australienne (ANU), pendant cinq ans, avant de s'orienter vers le mentorat et la recherche,.  
En tant que directrice, elle est responsable de la gestion de l'Observatoire du Mont Stromlo à Canberra et de l'Observatoire Siding Spring à Coonabarabran, dans la Nouvelle-Galles du Sud. Elle est ainsi chargée de la reconstruction de l'Observatoire du Mont Stromlo, après les feux de brousse de Canberra en 2003,. Les travaux de reconstruction se sont avérés difficiles en raison de désaccords avec les assureurs et par le statut patrimonial de l'observatoire, qui oblige la Commission australienne du patrimoine à approuver tous les travaux. 
En septembre 2008, Penny Sackett est nommée scientifique en chef de l’Australie. Sa prise de fonctions a lieu en novembre 2008,. Le sénateur Kim Carr, ministre de l'Innovation, de l'Industrie, de la Science et de la Recherche, a justifié sa nomination en déclarant que Penny Sackett était « Une scientifique multidisciplinaire accomplie qui jouissait d'une réputation d'excellence académique sur trois continents [... ] et hautement respectée dans les communautés scientifiques nationales et internationales, à la fois pour ses recherches et pour son expérience confirmée en gestion de la recherche.»,. 
Après avoir commencé ses travaux au bureau du scientifique en chef, Penny Sacker continue d'exercer en parallèle en tant que professeure auxiliaire à l’ANU, et à superviser des étudiants en recherche. Le 18 février 2011, dans une lettre adressée à ses collègues scientifiques, Penny Sackett annonce son intention de quitter son poste de scientifique en chef, invoquant des raisons professionnelles et personnelles.

## Recherches et affiliations
Etudiante en physique de formation et astronome de profession, Penny Sackett est certifiée pour enseigner les sciences aux niveaux primaire et secondaire.Ses recherches portent notamment sur les planètes extrasolaires. Elle est l'une des premières utilisatrice de la microlentille gravitationnelle pour la recherche de planètes extrasolaires, trou noir et structure galactique. En 2006, elle fait partie d'une équipe de 73 astronomes de 31 institutions et de 12 pays qui ont découvert OGLE-2005-BLG-390Lb, une exoplanète gravitant autour d'une étoile dans la Voie lactée intérieure.
Penny Sackett est membre de la Royal Astronomical Society et membre du conseil d'administration de l'Association des universités pour la recherche en astronomie. Elle est également membre de la Société astronomique australienne, de la Société astronomique américaine, de l'Union astronomique internationale et de l'Association pour les femmes dans la science.  Elle est enfin membre du conseil d'administration du projet du Télescope géant Magellan. En 1995, Penny Sackett et Kailash Sahu fondent la collaboration PLANET (Probing Lensing Anomalies Network),.  